# Cosmos 8
Cosmos 8 (en cirílico, Космос 8), en ocasiones mencionado como Sputnik 18, fue un satélite artificial soviético perteneciente a la clase de satélites DS y lanzado el 18 de agosto de 1962 mediante un cohete Kosmos-2I desde Kapustin Yar.

## Objetivos
El objetivo de Cosmos 8 fue realizar experimentos de naturaleza militar. También llevó a cabo estudios sobre flujos de micrometeoritos y sobre la ionosfera.

## Características
Cosmos 8 tenía una masa de 337 kg y reentró en la atmósfera el 17 de agosto de 1963.  Para los estudios ionosféricos empleó un transmisor Mayak funcionando a 20,00504 y 90,023 MHz.  El satélite fue inyectado en una órbita con un perigeo de 244 km y un apogeo de 598 km, con una inclinación orbital de 49 grados y un período de 92,9 minutos.